# Seix Barral

Logo de Seix Barral

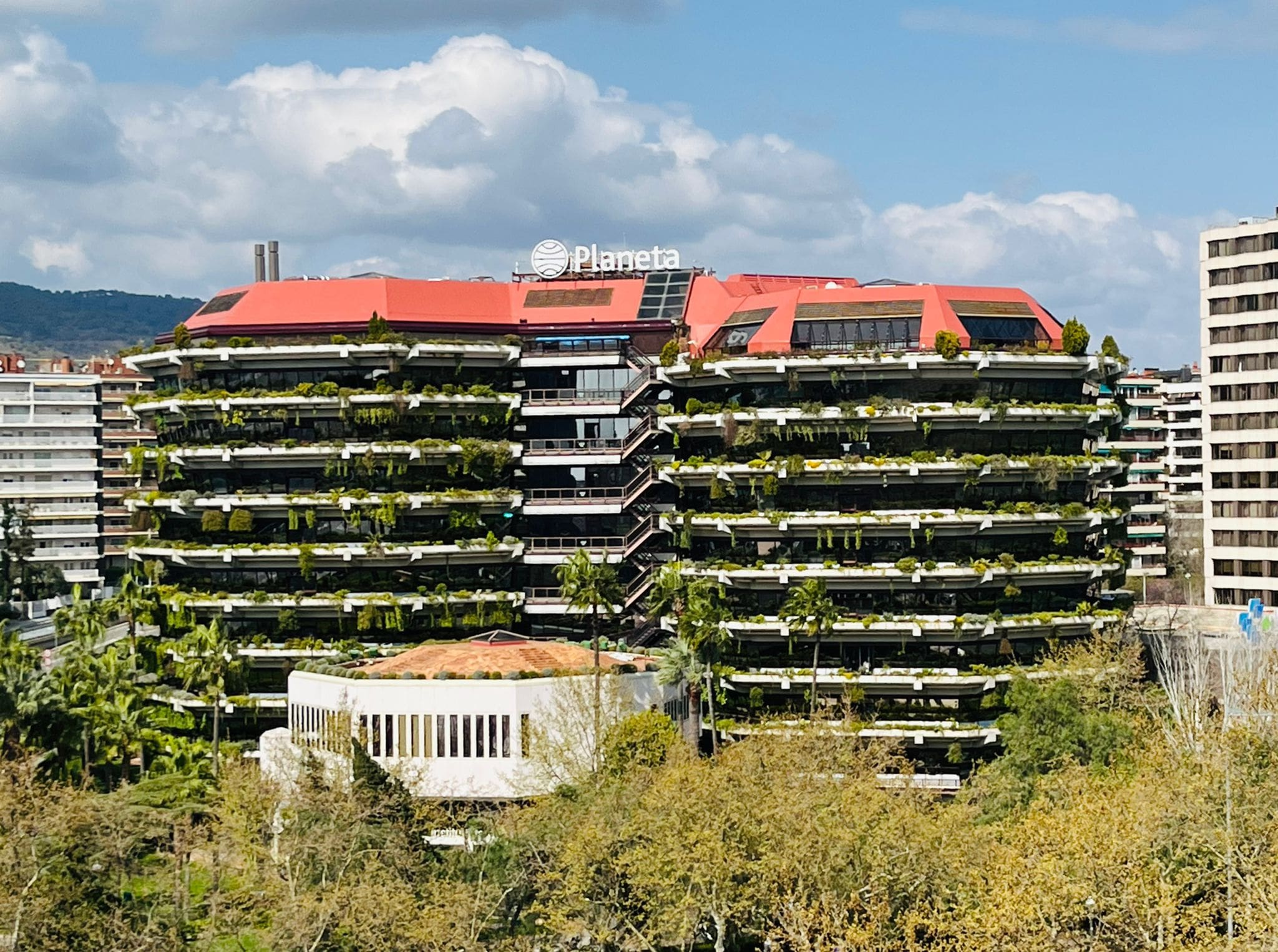
Siège du groupe Planeta.

Seix Barral est une maison d'édition espagnole basée à Barcelone, consacrée en grande partie à des œuvres écrites en espagnol. Elle décerne chaque année les prix Biblioteca Breve et Crónicas Seix Barral, respectivement destinés à des romans inédits et à des chroniques journalistiques.

## Histoire
Fondée en 1911 à Barcelone en tant qu'entreprise d'arts graphiques, ses premières publications portent sur l'histoire et la littérature enfantine. En 1955, Victor Seix et Carlos Barral réforment l'entreprise et lancent l'une des collections qui feront son succès, Biblioteca Breve, qui donnera ensuite son nom à un prix littéraire octroyé annuellement et destiné à des romans inédits rédigés en espagnol. En 1982, Seix Barral intègre le groupe Planeta.
Plus tard Seix Barral participe au mouvement de bookcrossing et « libère » en 2008 plus de 1000 ouvrages récompensés au cours de diverses éditions de Biblioteca Breve à l'occasion du 50e anniversaire de ce dernier, dans quatorze villes espagnoles mais aussi à Buenos Aires, Mexico, Córdoba et Rosario.